# Prionolabis recurvans
Prionolabis recurvans là một loài ruồi trong họ Limoniidae. Chúng phân bố ở miền Cổ bắc.